# Allikotsa
Koordinaten: 58° 46′ N, 23° 56′ O
Allikotsa (deutsch Allikaotsa) ist ein Dorf (estnisch küla) in der Landgemeinde Lääne-Nigula (bis 2017: Landgemeinde Martna) im Kreis Lääne in Estland.
Der Ort hat 14 Einwohner (Stand 31. Dezember 2011). Er gehört zum Nationalpark Matsalu.